# ライ麦パン

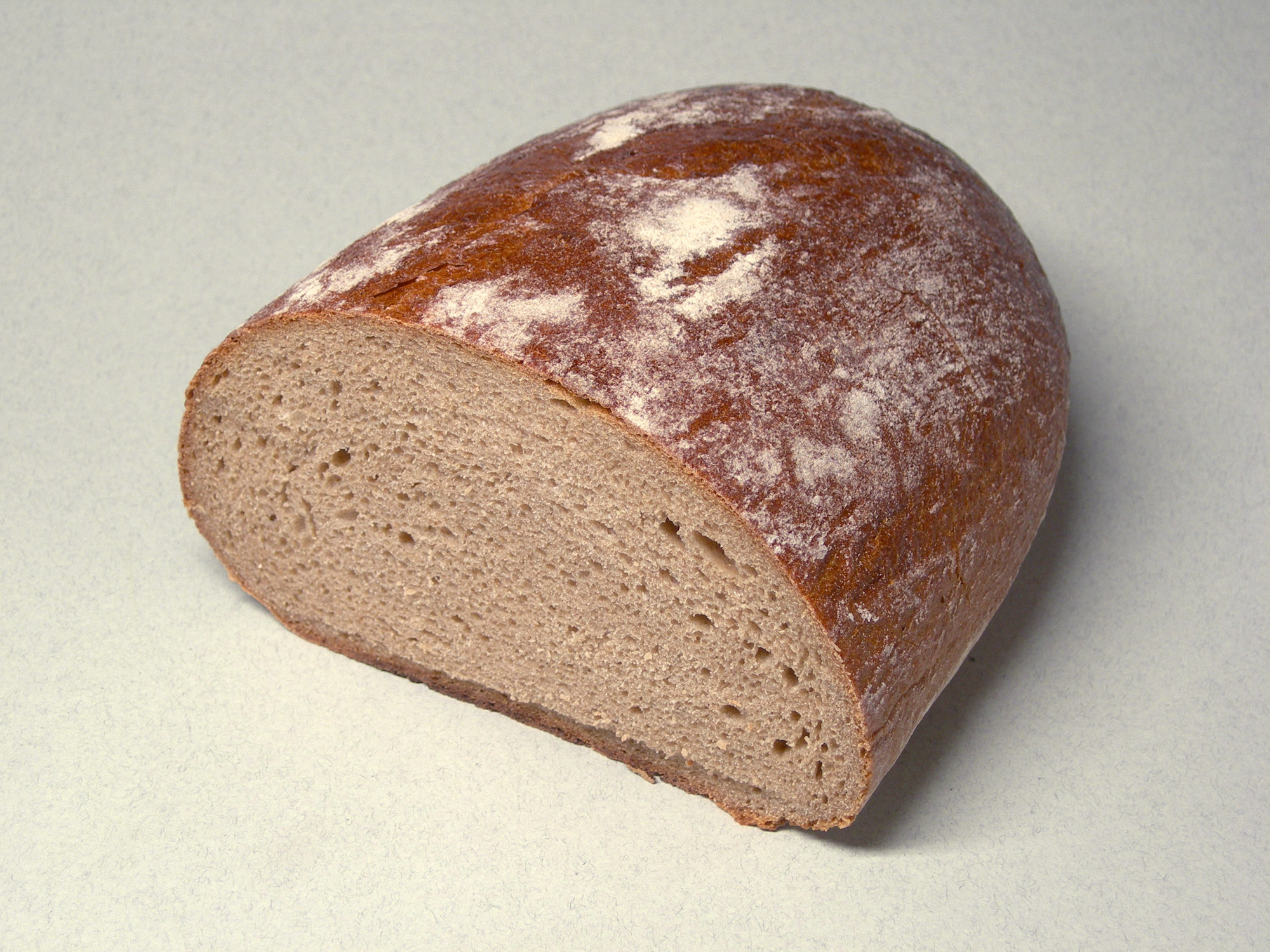
オーストリアで焼かれたライ麦パン（ロッゲンミッシュブロート）

ライ麦パン（ライむぎパン、英: rye bread）は、ライムギから作ったパンである。「ライ」（rye）から作った「パン」なので「ライパン」とも呼ばれ、また、通常作られるパン（小麦から作ったパン）より黒いので黒パンともいう。

## 概要
ライ麦パン（黒パン）は、ドイツ、オーストリア、ロシア、東欧、北欧などで広く食され、強い酸味と歯ごたえのある食感が特徴である。ポーランドは世界最大のライ麦パン輸出国である。歴史的には、中世ヨーロッパで主要な食料であり、特に寒冷な北部地域で重要な役割を果たした。ライ麦パンは、サワードウによる発酵で作られることが多く、栄養価の高さと長期保存性から、農民や兵士の主食として重宝された。

## 歴史
寒さに強いライムギは、ヨーロッパ大陸北部に居住するゲルマン人やスラヴ人の間で主食として重要であった。また、七王国を建国したことで知られるアングロ・サクソン人はグレートブリテン島にライ麦パンを持ち込み、鉄器時代から中世まで広く食された。ロシアでは11世紀から記録があり、サワードウを用いたライ麦パンが農村や軍隊の保存食として親しまれた。
中世ヨーロッパにおいて、ライ麦パンは経済的・社会的に重要な役割を果たした。寒冷な北部地域では小麦の栽培が難しかったため、ライムギは農民階級の主要な作物であり、ライ麦パンは日常の主食として広く消費された。都市部では、パン屋ギルドがライ麦パンを大量生産し、市場で販売することで地域経済を支えた。特に修道院はライ麦パンの生産と配布に深く関与し、慈善活動の一環として貧者や巡礼者にライ麦パンを提供した。これにより、修道院は地域社会の食糧供給と宗教的影響力を強化した。
宗教的には、ライ麦パンはキリスト教の文脈で「日常のパン」として象徴的な意味を持った。聖餐では小麦パンが用いられたが、修道院や農村ではライ麦パンが日常の祈りや食事に組み込まれ、質素な生活を象徴した。中世の文献では、ライ麦パンが「神の賜物」として記録され、飢饉時の生存食としても重宝された。こうした経済的・社会的・宗教的背景から、ライ麦パンは中世ヨーロッパの食文化と社会構造に深く根付いた。
近代（18世紀以降）に入り、工業化と小麦の普及でライ麦パンの消費は一部地域で減少したが、近年、健康志向の高まりから再評価されている。

## ライ麦パンと黒パン
ライ麦パンと黒パンは同義ではない。黒くなる理由は全粒粉や皮・胚芽を含む精製度の低い粉を使用するためで、精製度の高い粉を使うと黒くないライ麦パンも存在する。全粒粉を使用すると、栄養価が高く、麦の旨みを味わえるパンができる。一方、ロシアではライ麦パンを「чёрный хлеб」（黒パン）と呼び、ほぼ同義に扱われる。小麦や燕麦を混ぜたライ麦パンは色が薄く柔らかくなり、混ぜる割合により多様な種類が生まれる。

## ドイツにおけるライ麦パンの定義

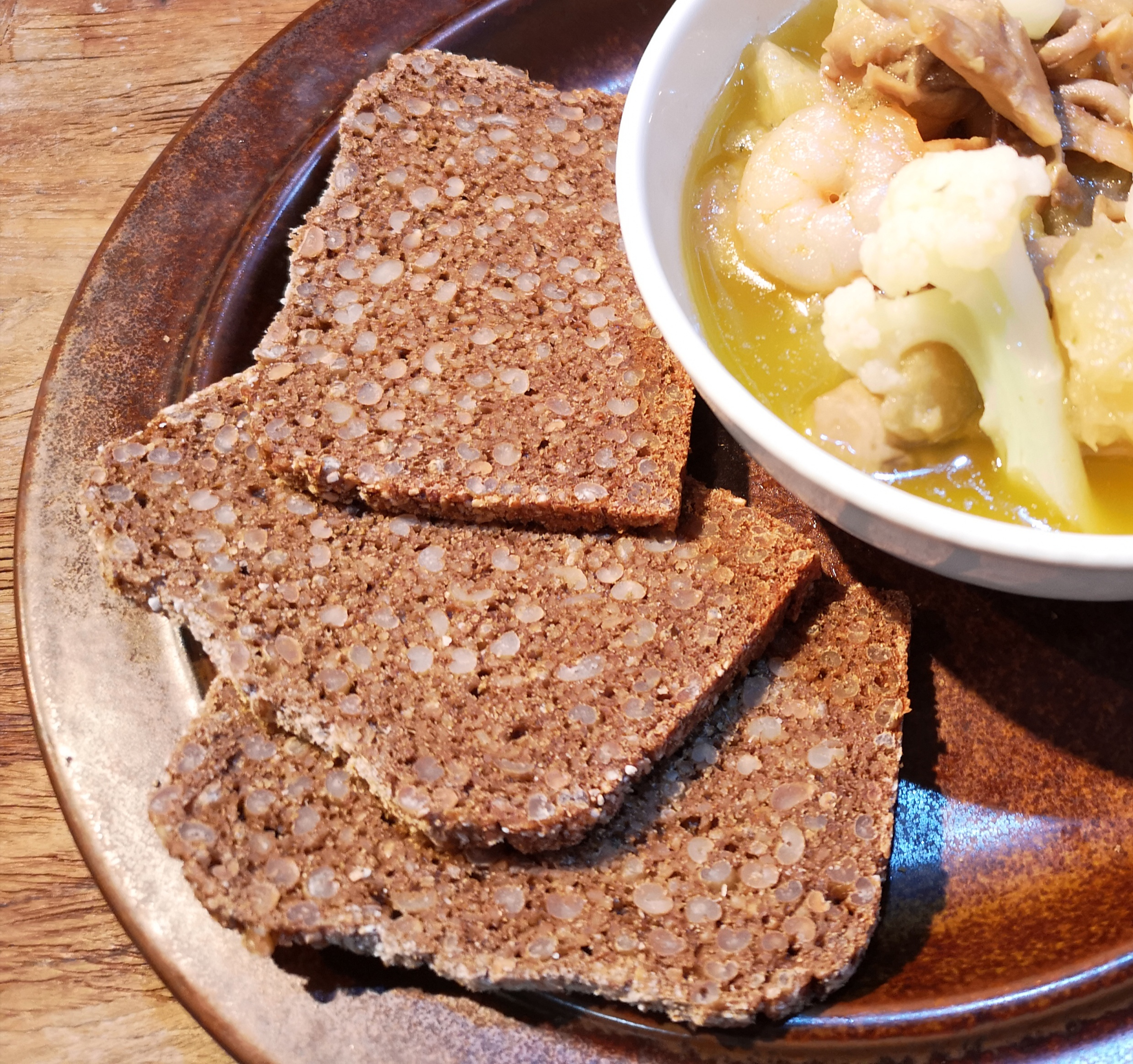
フォルコルンブロートの一種

ドイツでは、ライ麦の配合率でパンの名称が定められている。小麦はヴァイツェン（独: Weizen）、ライ麦はロッゲン（独: Roggen）、混ぜるはミッシュ（misch）、パンはブロート（Brot）なので、「小麦またはライ麦（WeizenまたはRoggen）」+（「混ぜる」（misch）+）「パン（Brot）」という表記方法になる。以下は「ドイツ食品便覧（Deutsches Lebensmittelbuch）」に基づく分類：
| ライ麦の割合   | 小麦の割合     | 名前                                                                   |
| -------------- | -------------- | ---------------------------------------------------------------------- |
| 10%未満        | 90%以上        | ヴァイツェンブロートまたはヴァイスブロート（Weizenbrot oder Weißbrot） |
| 10%以上50%未満 | 50%以上90%未満 | ヴァイツェンミッシュブロート（Weizenmischbrot）                        |
| 50%以上90%未満 | 10%以上50%未満 | ロッゲンミッシュブロート（Roggenmischbrot）                            |
| 90%以上        | 10%未満        | ロッゲンブロート（Roggenbrot）                                         |

「ドイツ食品便覧（Deutsches Lebensmittelbuch：ドイチェス・レーベンスミッテルブーフ）」の「大型と小型パンの指導原則（Leitsätze für Brot und Kleingebäck：ライトゼッツェ・フュァ・ブロート・ウント・クラインゲベック）」に収録されるライ麦を用いたパンには、このほか次のようなものが挙げられている。
ロッゲンフォルコルンブロート（Roggenvollkornbrot）
少なくともライ麦全粒粉を90％使用し、添加する酸の2/3以上はサワー種（Sauerteig：ザウアータイク）に由来するものを使用したライ麦パン。
フォルコルンブロート（Vollkornbrot）
ライ麦全粒製品と小麦全粒製品を任意の比率で合わせたものを少なくとも90％使用し、添加する酸の2/3以上はサワー種に由来するものを使用したライ麦パン。
ロッゲンヴァイツェンフォルコルンブロート（Roggenweizenvollkornbrot）
50％以上のライ麦全粒粉を使用したライ麦パン。
ロッゲンシュロートブロート（Roggenschrotbrot）
90％以上の粗挽きライ麦粉を使用したライ麦パン。
シュロートブロート（Schrotbrot）
粗挽きのライ麦粉と粗挽きの小麦粉を任意の比率で合わせた粉を90％以上使用するライ麦パン。
プンパーニッケル（Pumpernickel）
粗挽きライ麦粉とライ麦全粒粉を90％以上使用し、添加する酸の2/3以上はサワー種に由来するものを使用し、焼成に16時間以上の時間をかけるライ麦パン。

## ライ麦パンの作り方
100％ライ麦粉を使用し、サワードウ（サワー種）を発酵に用いたライ麦パンは、伝統的な北欧やドイツのスタイルを代表する。ライ麦粉はグルテンが弱く、粘度が高いため、発酵と成形に独特の技術が必要である。以下は、標準的な作り方の手順である。
材料（1斤分、約500gのローフパン）：
- ライ麦全粒粉：400g
- 水：320g（ライ麦粉の80％、生地の水分量を調整）
- アクティブなサワードウスターター（ライ麦ベース）：80g
- 塩：8g
- （オプション）カラウェイシードやコリアンダーシード：小さじ1～2

手順：
1. サワードウの準備：アクティブなサワードウスターターを用意する。ライ麦粉と水（1:1）を混ぜ、12～24時間発酵させ、泡立ちが活発な状態にする。スターターは使用前に「リフレッシュ」（粉と水を追加して発酵）しておく。
2. 生地作り：ボウルにライ麦粉、水、サワードウスターター、塩を入れ、木べらや手でよく混ぜる。ライ麦粉は吸水性が高いため、粘り気のある生地になる。必要に応じてカラウェイシードを加える。こねる必要はなく、均一に混ざれば十分。
3. 一次発酵：生地を覆い、室温（20～25℃）で8～12時間発酵させる。サワードウの乳酸菌とイースト菌が働き、生地がわずかに膨らみ、酸味が増す。発酵時間は温度やスターターの活性度で調整する。
4. 成形：発酵後、生地を軽く混ぜてガスを抜き、油を塗ったローフ型（またはバヌトン）に移す。ライ麦生地は粘度が高く、自由成形は難しいため、型を使うのが一般的。表面を滑らかに整える。
5. 二次発酵：型に入れた生地を覆い、1～2時間発酵させる。生地が型の上部まで膨らむのを待つ。
6. 焼成：オーブンを230℃に予熱し、蒸気を入れる（スチーム機能または耐熱容器に水を入れる）。生地を型ごとオーブンに入れ、10分間蒸気焼きした後、蒸気を抜き、200℃に下げて40～50分焼く。内部温度が95℃以上になれば焼き上がり。
7. 冷却：焼き上がったパンを型から外し、網の上で完全に冷ます（最低2時間）。ライ麦パンは水分が多く、冷ますことで食感が安定する。
8. 保存：冷めたパンは布で包み、常温で3～5日、冷蔵で1週間保存可能。酸味によりカビが生えにくい。

注意点：
- ライ麦生地は小麦生地と異なり、こねてもグルテンが形成されないため、過度なこねは不要。
- サワードウの活性度が弱い場合、発酵時間が長くなる。スターターの酸味がパンの風味に影響する。
- 焼成時の蒸気は、硬いクラスト（皮）を防ぎ、滑らかな表面を作るために重要。

この方法は、ドイツのロッゲンブロートやフィンランドのruisleipäに近いパンを作り出す。地域や好みに応じて、ライ麦粉の粗さやスパイスの種類を調整する。

## 食感と栄養
ライ麦パンは、小麦から作る一般的な白いパンと比べて食感が硬いため、「ハードパン」（対して、中間の硬さのパンは「セミハードパン」、柔らかいパンは「ソフトパン」）の一種に分類される。
小麦から作るパンでは発酵にイースト菌のみがよく使われるが、ライ麦パンでは主にサワードウ（乳酸菌とイースト菌を主な発酵主体とする発酵種）が使われる。そのため生地に酸味がある。
ライ麦には、パンの膨張を高度に支えるための小麦由来のグルテンが含まれておらず膨らみにくいので、硬くて密度が高い、目の詰まったパンになる。麦の濃厚な旨みを味わえ、噛みごたえや食べごたえがあり、咀嚼回数が増え、腹持ちがいい。
ライ麦パンはビタミンB類を始め、ミネラルや食物繊維が多く栄養価が高い。また、小麦のパンより糖類が少ないために、食後の血糖値が緩やかに上昇する特徴を持つ「低GI食品」である。
長らく欧米では食感が硬いライ麦パン・黒パンは低級で、口当たりの良い小麦の白パンが高級という価値観が存在した。近年では健康志向から栄養豊富・低GIなライ麦パン・黒パンが見直されており、日本における麦飯や雑穀と米飯の関係に似ている。

## 食べ方
硬いので薄切りにしてバターやラードやシュマルツやサワークリームやマーマレードなどを塗って食べる。また、塩気のある食材と相性が良く、ソーセージやレバーヴルスト（レバーペースト）やメットヴルスト（生の豚挽き肉。塩胡椒と玉葱を添えて食す）は勿論のこと、薄切りパンにイクラやキャビアやオイルサーディンなどをのせたり、薄切りパンでハムやチーズやスモークサーモンなどを挟んでサンドイッチにもする。薄切りにしてトーストしたライ麦パンにパストラミやコンビーフやザワークラウトやスイスチーズなどを挟んだルーベンサンドが知られている。ラクレットなどのチーズを焙って薄切りパンにのせて食べるのもよい。
中世ヨーロッパでは、ライ麦パンの貯蔵習慣が食文化に大きな影響を与えた。農村では、1週間から数ヶ月ごとに大量のパンを焼き、納屋や地下室に貯蔵する習慣があった。ライムギの酸味とサワードウの発酵により、ライ麦パンはカビや腐敗に強く、数ヶ月保存が可能だった。古くなったライ麦パンはナイフも通らないほど硬くなった。そのため「パン切りナイフ」で薄く削ぐなど、予め適当な大きさに切って保存した。硬くなったパンは水や酒やスープに浸して柔らかくして食べる他、粥やスープにして食べた。この貯蔵習慣は、季節的な食糧不足や長期間の旅行（例：巡礼や軍事遠征）に備えるための実践的な方法だった。
また（硬くなった）ライ麦パン（黒パン）をお湯に溶かして麦芽や酵母によって発酵させ、1〜3%のアルコールを含むビールのような清涼飲料水を作った。中世から続く、ロシアのクワスが有名である。

## 各国におけるライ麦パンと文化的意義

### ロシアにおけるライ麦パン
ロシアでは「ржаной хлеб」（ržanoj chleb）または「чёрный хлеб」（čërnyj chleb、黒パン）と呼ばれ、国民食として親しまれる。コリアンダーや麦芽を使ったボロディンスキイ・フリェプや、モスクワパンが代表的。ライ麦パン（黒パン）は結婚式や祝宴で象徴的に用いられる。「パンは杖である——黒くてもおいしい」などのことわざに登場。

### フィンランドにおけるライ麦パン
フィンランドのライ麦パン（ruisleipä）は、油分が少なく湿り気が少ない。直ライ麦パン（ruisreikäleipä、中央に穴のあるパン）が知られ、2017年に国民食に選ばれ、2月28日は「ライ麦パンの日」。家庭やレストランで日常的に食される。

### デンマークにおけるライ麦パン
デンマークのrugbrød（ルグブロー）は、濃い色と密度の高い食感が特徴。サワードウで作られ、昼食のオープンサンドイッチ（smørrebrød）の基盤となる。rugbrødは文化的アイデンティティの一部。

### スウェーデンにおけるライ麦パン
スウェーデンでは、薄く硬いライ麦パン（knäckebröd）が一般的。長期保存が可能で、バターやチーズをのせて食される。

### フランスにおけるライ麦パン
フランスの「pain de seigle」（pain noir）は、ライ麦粉65%以上でなければならない。10%～65%は「pain au seigle」、同量の場合は「pain de méteil」。チーズやシャルキュトリーと相性が良く、コリントレーズンを含む「Benoîton」がある。田舎の伝統的な食事として、チーズやワインと合わせられ、地域の食文化を象徴。

### イタリアにおけるライ麦パン
イタリアの「pane di segale」（pane nero）は、北部のアルト・アディジェ（Vinschger Paarl、Schüttelbrot）やヴァッレ・ダオスタ（Micòoula）で地域文化に根付き、伝統的な祭りで食される。

### スイスにおけるライ麦パン
スイスの「pain de seigle valaisan」はヴァレー地方の誇りで、観光資源としても重要。AOP認定を受け、中世にさかのぼる。ラクレットチーズと合わせられる。

### ユダヤ系のライ麦パン
ユダヤ系のライ麦パンは小麦とライ麦を混ぜ、カラウェイシードを加える。アメリカではライトライやパンパーニッケル、イスラエルではアシュケナージスタイルが一般的。コミュニティの結束を象徴。アメリカのデリ文化でサンドイッチに欠かせない。

## シベリア抑留者が食べた黒パン
通常の黒パンはライ麦から作られるが、第二次世界大戦後、シベリア抑留でラーゲリに収容された元日本兵にはライ麦の使われていない黒パンが支給された。これは粗挽きの小麦粉に大麦粉か玉蜀黍粉（コーンミール）、フスマなどから作られる粗悪なもので、極めて酸味が強く水気の多い重いパンであった。